# Perry Balfour
Perry Balfour (...) è un attore britannico.

## Filmografia
- Wreck Raisers (1972)
- The Sea Children (1973) Mediometraggio
- The Carnforth Practice, nell'episodio "Carnforth Practice" (1974)
- L'ispettore Regan (The Sweeney), nell'episodio "Loving Arms" (1976)
- Anne Hughes' Diary (1979) Film TV
- Neptune's Children (1985) Serie TV